# Heure d'Amsterdam
L’heure d'Amsterdam, également appelée heure néerlandaise, est un fuseau horaire ayant existé aux Pays-Bas de 1909 à 1940.

## Historique
Originellement, il correspondait à l'heure solaire moyenne d'Amsterdam, la capitale du pays, en avance de 19 min 32,13 s par rapport à GMT. Il fut simplifié à GMT+0:20 le 17 mars 1937. Ainsi, lorsqu'il était midi à Amsterdam, il était 11 h 40 à Londres et 12 h 40 à Berlin.
Lorsque les Pays-Bas furent occupés par l'Allemagne en 1940, l'heure de Berlin fut appliquée. Le fuseau horaire ne fut pas rétabli après la Seconde Guerre mondiale et les Pays-Bas sont restés à UTC+1.